# JR貨物ホキ2000形貨車
JR貨物ホキ2000形貨車（JRかもつホキ2000がたかしゃ）は、石灰石輸送用の私有貨車として製作され、日本貨物鉄道（JR貨物）に車籍を有する 35 t 積の貨車（ホッパ車）である。

## 概要

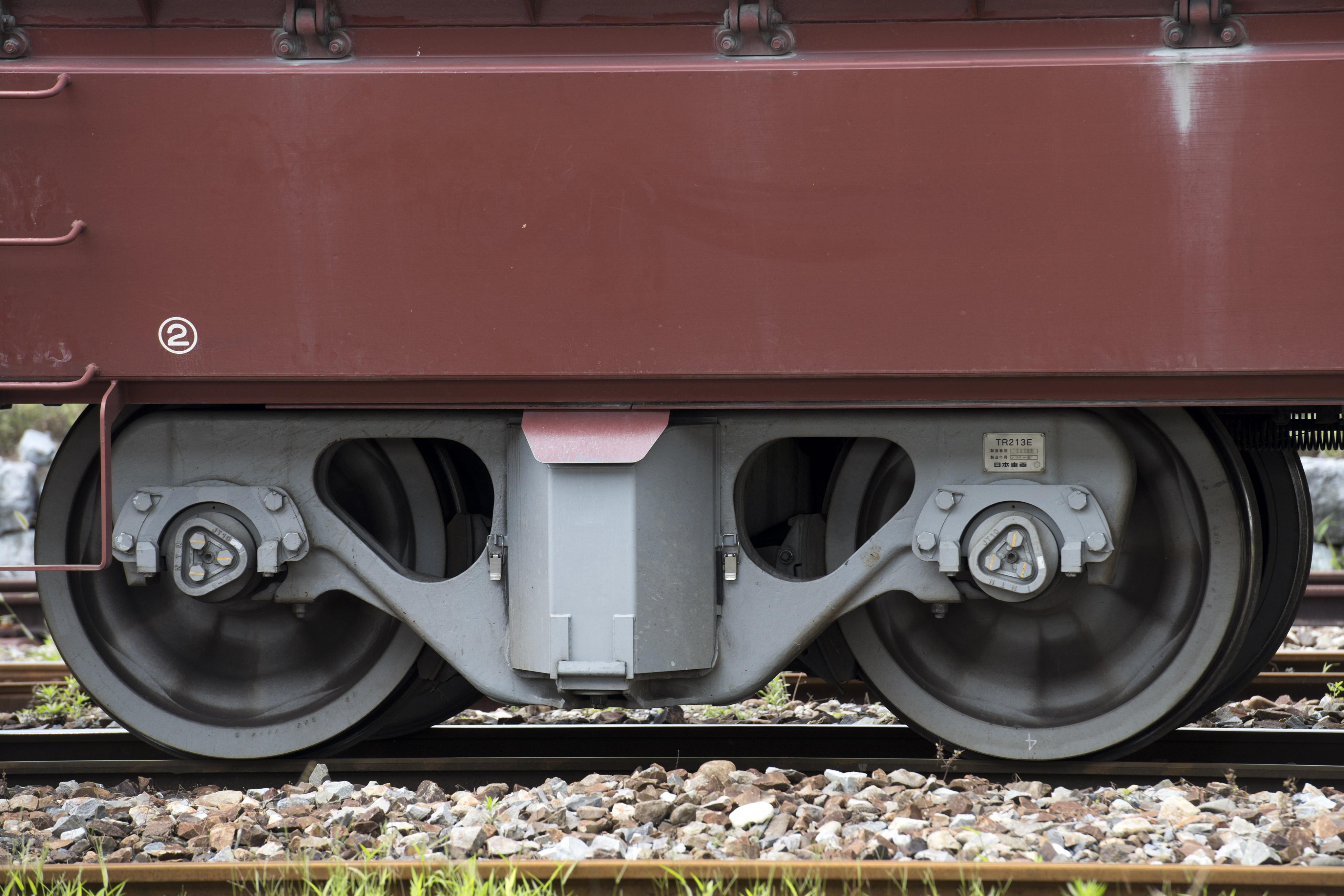
ホキ2000-1のTR213E台車

名古屋地区で使用されている矢橋工業所有のホキ9500形のほとんどが製造より40年を超過し、老朽化が著しいため新形式により置き換えを図ったものである。全車両が矢橋工業所有となっている。
外観は1996年（平成8年）に製造されたホキ9500形ホキ19500 - ホキ19502とほぼ同一。焼結鉱生産時に使用する粉状石灰石を積載するため、新造時より上部にカバーを有する。台車はTR213系の改良型であるTR213Eとなり、軸受の改良やブレーキ力の強化により95 km/h運転に対応している。台車改良による重量増加を抑えるため、車輪はJR貨物の貨車で初の波打車輪が採用された。
2011年（平成23年）9月に量産先行車のホキ2000-1が日本車輌製造豊川製作所を出場した。量産車は2012年（平成24年）6月に8両（ホキ2000-2 - 9）、2013年（平成25年）3月に6両（ホキ2000-10 - 15）、2014年（平成26年）3月に6両（ホキ2000-16 - 21）、2015年（平成27年）1月に6両（ホキ2000-22 - 27）が製造され、総数はホキ2000-1 - 27の27両に達した。続いて2022年（令和4年）3月に9両（ホキ2000-28 - 36）、同年4月に5両（ホキ2000-37 - 41）がそれぞれ増備されている。

## 運用

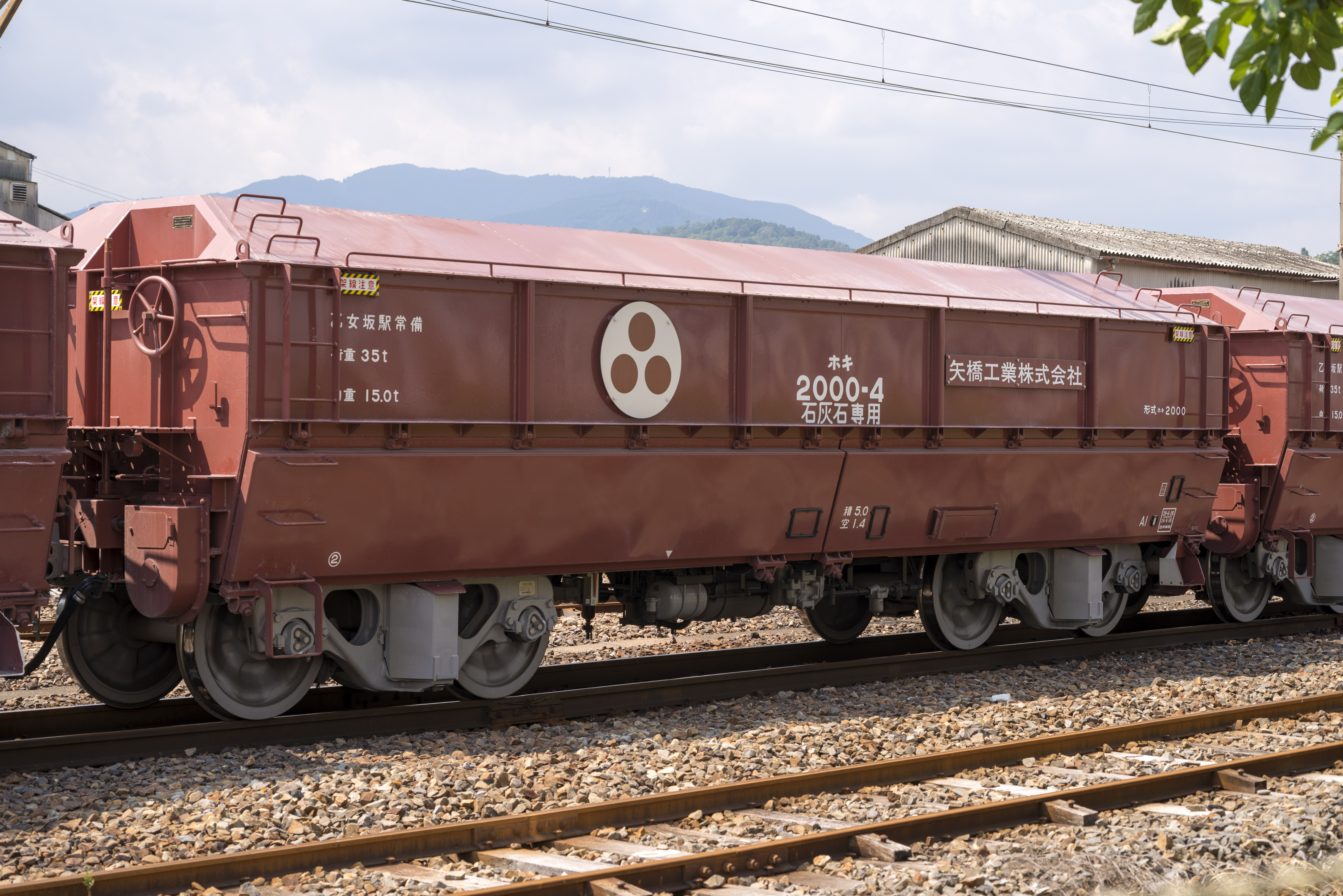
ホキ2000-4

ホキ9500形と混用される形で西濃鉄道乙女坂駅より日本製鉄名古屋製鉄所内にある矢橋工業名古屋事業部への石灰石輸送に使用されている。2021年時点においてもホキ9500形と区別せず混用されており、最高運転速度もホキ9500形に合わせて75 km/hとなっている。